# Roman o Hanibalu
Roman o Hanibalu Pavleta Zidarja iz leta 1979 govori o zaroti veljakov Božjeglave zoper homoseksualnega profesorja Hanibala.

## Zgodba
V majhnem mestu Božjeglava je bil profesor in dramatik Hanibal Ostroogar nedavno vpleten v škandal na gradu, zaradi česar več mesecev v strahu čaka odpoved, medtem pa se odtuji z vsemi, tudi s sabo. Njegov edini zaveznik je vseskozi dekan, h kateremu se zateče po pomoč in uteho.
Vaški veljaki dobijo od zunaj namig, da je potrebno Hanibala na vsak način onemogočiti, saj naj bi bil nevaren, četudi njegove igre uspešno igrajo na slovenskih odrih. Zato se sestanejo in sprožijo konspirativno igro. Iščejo možnosti, kako bi zadani ukaz lahko izpolnili. Hanibal ima šibko točko, saj je homoseksualec, zato sklenejo, da ga bodo s tem "zašili". Zasačiti ga hočejo pri dejanju, zato v igro kot vabo potegnejo mladeniča Milana. V primeru izpolnjenega načrta mu obljubijo službo, avto, skratka vse, kar pristoji uglednemu malomeščanskemu življenju.
Hanibala dolgo opazujejo in zbirajo podatke o njem. Milana mu nastavijo kot mladeniča, ki je drugačen od ostalih, in zato privlači Hanibala. Skozi Milanu zelo ljube pogovore o nogometnih tekmah se vse bolj zbližujeta. Milan ga nekega večera povabi na ogled nogometne tekme, upajoč, da ga bo zvabil v spolni odnos, pri tem pa bi ga zasačili. Hanibal v povabilu ne sluti nevarnosti, zato ga sprejme.
Hanibal pride na srečanje, vendar kmalu zasluti nevarnost. Ker Milan svojo vlogo nerodno izpolni, Hanibal še ravno v pravem času spregleda past in pobegne iz hiše k dekanu. Od tam piše stricu v Ameriko ter ga prosi za bombo, ki bi ubila nasprotnike in ga tako rešila. Ker se past ponesreči, se zasledovalci spremenijo v zasledovance oziroma se tako vsaj počutijo. V mišji igri, ki se razvije, je edina resnična žrtev mladenič Milan, ki zaradi očitka o nesposobnosti stori samomor. Vaški veljaki zaradi bridkega izida spoznajo, da se umazana igra ne splača. Hanibal pa čez mesec dni prejme stričev odgovor, v katerem pravi, da izhod iz stiske in obupa ni v maščevanju z bombo, temveč da človeka lahko osvobodi le resnica. Te besede Hanibal vzame za svoje in tako je ob koncu osvobojen.

## Kritike
Novo prozno besedilo Pavleta Zidarja nas najprej, na zunaj, preseneča že po tem, da je avtor kljub majhnemu obsegu postavil termin roman v sam naslov. Ob branju besedila vendarle uvidimo, da avtor tega ni storil nepremišljeno, iz kakšne ambicioznosti, temveč upravičeno. Snov oziroma tematika Hanibala je namreč v resnici tako obsežna in večplastna, da si zasluži omenjeno oznako. Takojšen logičen premislek oziroma vprašanje ob tem pa se kajpak glasi: kako pa je potemtakem tako "romaneskno" snov bilo mogoče spraviti v tako majhen obseg? Odgovor je zelo lahak: tako namreč, da Pavle Zidar bolj nakazuje, bolj skicira, bolj označuje, kakor pa nadrobno in opisovalno razpleta svojo zgodbo. To je ena bistvenih lastnosti Romana o Hanibalu. Ko preberemo kratek povzetek zgodbe, nas vnovnično potrjuje v ugotovitvi, kako Pavle Zidar intenzivno razglablja o človeku, kako vrta za resnico. V pomoč pri tem so mu nestereotipni, drzni motivi, ki si jih izbira za svojo izpoved. O nenavadni sugestivnosti njegovega pripovedovanja in živem jezikovnem izrazu pa tako že ni več treba govoriti. [spremna beseda na zavihku]
Četudi bi po zunanjem videzu „Romana o Hanibalu", najnovejšem delu Pavleta Zidarja, le stežka verjeli, da gre pri tako kratkem besedilu (vsega 92 strani; izdala založba Obzorja) res za najbolj razvito zvrst pripovedništva, pa nas branje prepriča, da gre za pravi roman, katerega odlika niso samo z občutkom izbrane besede, ampak tudi svojevrstna navezanost na polpreteklo slovensko literarno tvornost. Ob branju pripovedi o tem, kako „oblast" poskuša onemogočiti dramatika Hanibala in ga izvreči iz življenja manjšega podeželskega kraja, se domislimo Cankarjevih umetnikov — tujcev. A če Cankarjeve umetnike obtožujejo nemoralnosti pri naravni, zdravi, a sproščeni spolnosti in erotiki, kaj takega pri Zidarju kajpak ni več mogoče, saj so se stvari v tem pogledu korenito spremenile. Pa se krajevni oblastniki pri uničevanju Hanibala vendarle poslužujejo njegovega homoseksualnega nagnjenja. Slednje naj bi bilo poglavitni razlog, da odnos umetnik — oblast ni mogoč. Naklep, da bi dramatiku podtaknili zalega kmečkega fanta Milana in ju potem zalotili pri nedovoljenem dejanju, se ponesreči. Hanibal zasluti past in udide, Milan se obesi, opeharjena oblast pa je besna. V navalu obupa Hanibal piše stricu v Ameriko, naj vržejo na našo deželo bombo in jo uničijo. Stric pa mu odpiše, da zdaj ne osvobajajo z bombami. „Vse vas bo osvobodila resnica, in sicer vaša, ne naša." Kot je pri Zidarjevih delih že običajno, je tudi pričujoči roman v eni od svojih povednih plasti premišljevanje o vlogi umetnika v družbi, tudi tokrat zasledimo prepričanje, da sta si umetnost in resnica zelo blizu, četudi je včasih videti, ko da sta si tujca ali celo sovražnika. Sploh pa je branje „Romana o Hanibalu" za ljubitelje izvirnega domačega leposlovja prav prijeten doživljaj. (Markelj 1980)